# 达希·萨木皮伦
达希·萨木皮伦（1900年—1937年）布里亚特人，蒙古人民共和国政治人物。

## 生平
1921年至1926年，萨木皮伦担任蒙古驻莫斯科使馆参赞。1926年至1929年，担任蒙古人民共和国经济和贸易部部长。1929年，被流放到布里亚特。1937年，萨木丕勒被处决。